# George Hill (friidrottare)
George Hill, född 26 februari 1891, död 29 november 1944, var en nyzeeländsk friidrottare. Han deltog vid olympiska sommarspelen 1912.